# بقعة نفايات بحرية

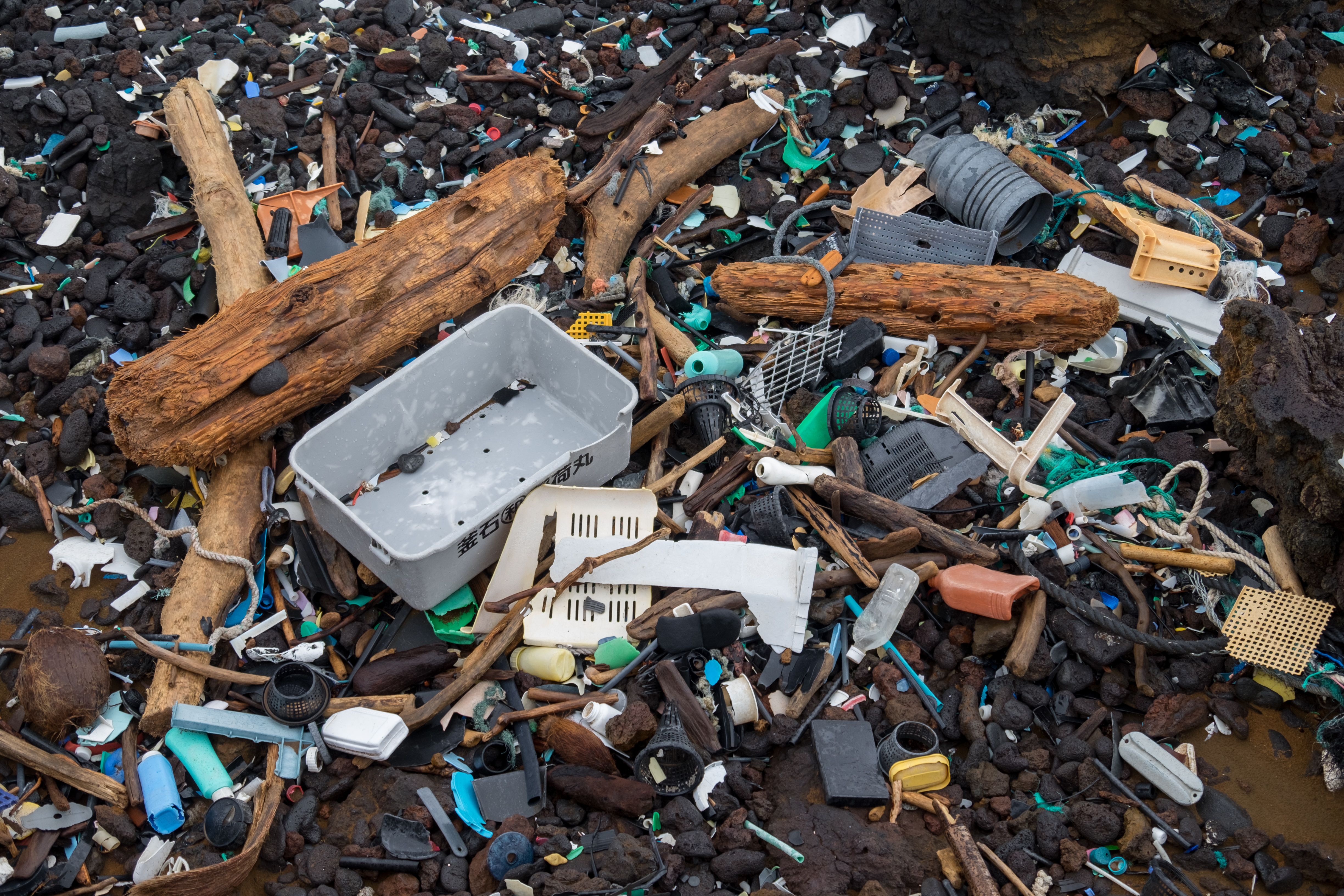
القمامة التي جرفتها المياه إلى شاطئ هاواي من دوامة نفايات شمال المحيط الهادئ

بقع القمامة البحرية أو دوامة النفايات هي دوامات من جزيئات الحطام البحري ناتجة عن تأثيرات التيارات المحيطية وتزايد التلوث البلاستيكي من قبل البشر. هذه التجمعات البشرية المنشأ من البلاستيك والحطام الأخرى مسؤولة عن المشاكل البيئية والنظام البيئي التي تؤثر على الحياة البحرية، وتلوث المحيطات بالمواد الكيميائية السامة، وتساهم في انبعاثات الغازات الدفيئة. يمكن أن تهب الرياح على الأجسام العائمة، أو تتبع تدفق التيارات المحيطية، وغالبًا ما تنتهي في وسط دوامات المحيط حيث تكون التيارات أضعف.
داخل بقع القمامة، لا تكون النفايات مضغوطة، وعلى الرغم من أن معظمها قريب من سطح المحيط، إلا أنه يمكن العثور عليه على عمق يصل إلى أكثر من 30 مترًا (100 قدم) تحت الماء. تحتوي البقع على البلاستيك والحطام في مجموعة متنوعة من الأحجام، من اللدائن الدقيقة والتلوث بجزيئات اللدائن الصغيرة، إلى الأجسام الكبيرة مثل شباك الصيد والسلع الاستهلاكية والأجهزة المنزلية المفقودة من الفيضانات وخسائر الشحن.
تنمو بقع القمامة بسبب الفقدان الواسع النطاق للبلاستيك من أنظمة جمع النفايات البشرية. قدرت الأمم المتحدة للبيئة أنه "لكل ميل مربع من المحيط" يوجد حوالي "46000 قطعة بلاستيك". أكبر 10 دول مصدرة للتلوث البلاستيكي في المحيطات في العالم هي، من الأكثر إلى الأقل، الصين، وإندونيسيا، والفلبين، وفيتنام، وسريلانكا، وتايلاند، ومصر، وماليزيا، ونيجيريا، وبنغلاديش، إلى حد كبير من خلال الأنهار: اليانغتسي، والسند، والأصفر، والهاي، والنيل، والغانج، واللؤلؤ، والآمور، والنيجر، والميكونغ، وتمثل "90% من كل البلاستيك الذي يصل إلى محيطات العالم". كانت آسيا المصدر الرئيسي للنفايات البلاستيكية غير المُدارة، حيث تمثل الصين وحدها 2.4 مليون طن متري.
أشهر هذه البقع هي دوامة نفايات شمال المحيط الهادئ والتي تتمتع بأعلى كثافة للحطام البحري والبلاستيك. تحتوي بقعة القمامة في المحيط الهادئ على تراكمتين كبيرتين: بقعة القمامة الغربية وبقعة القمامة الشرقية، الأولى قبالة ساحل اليابان والثانية بين كاليفورنيا وهاواي. تحتوي هاتان البقعتان على 90 مليون طن (100 مليون طن قصير) من الحطام. تشمل البقع الأخرى المحددة بقعة النفايات في شمال المحيط الأطلسي بين أمريكا الشمالية وأفريقيا، وبقعة القمامة في جنوب الأطلسي الواقعة بين شرق أمريكا الجنوبية وطرف أفريقيا، ودوامة نفايات جنوب المحيط الهادئ الواقعة غرب أمريكا الجنوبية، وبقعة نفايات المحيط الهندي الموجودة شرق جنوب أفريقيا مدرجة بترتيب تنازلي للحجم.

## البقع المحددة

من بين الدوامات الخمس الموجودة على هذه الخريطة، تحتوي جميعها على بقع قمامة كبيرة.

في عام 2014، كانت هناك خمس مناطق في جميع المحيطات حيث تركزت غالبية البلاستيك. جمع الباحثون ما مجموعه 3070 عينة في جميع أنحاء العالم لتحديد النقاط الساخنة لتلوث البلاستيك على مستوى السطح. يتطابق نمط التوزيع بشكل وثيق مع نماذج التيارات المحيطية مع الدوامة الشمالية للمحيط الهادئ، أو بقعة القمامة الكبرى في المحيط الهادئ، حيث تكون أعلى كثافة لتراكم البلاستيك. وتشمل بقاع القمامة الأربع الأخرى بقعة القمامة في شمال الأطلسي بين أمريكا الشمالية وأفريقيا، وبقعة القمامة في جنوب الأطلسي الواقعة بين شرق أمريكا الجنوبية وطرف أفريقيا، وبقعة القمامة في جنوب المحيط الهادئ الواقعة غرب أمريكا الجنوبية، وبقعة القمامة في المحيط الهندي الموجودة شرق جنوب أفريقيا.

### المحيط الهادئ
القسم مقتطف من دوامة نفايات شمال المحيط الهادئ
تّعرّف رقعة نفايات المحيط الهادي العظيمة، أو دوامة نفايات المحيط الهادي بأنها دوامة لجزيئات المخلفات البحرية شمال المحيط الهادي في المنتصف. تقع تقريبًا بين خطي الطول 135° و155° غربًا وخطي العرض 35° و42° شمالًا. تنشأ مجموعة البلاستيك والنفايات الطافية من حافة المحيط الهادي، وتضم دولًا في آسيا وأمريكا الشمالية وأمريكا الجنوبية. تتألف الرقعة في الحقيقة من كتلتين هائلتين من النفايات المتزايدة. تمتد ما تُسمى برقعة النفايات الشرقية بين هاواي وكاليفورنيا، بينما تمتدّ رقعة النفايات الغربية بالاتجاه شرقًا من اليابان إلى جزر الهاواي. يصل التيار المحيطي -الذي يبلغ طوله ما يقارب 6000 ميل والمسمى بمنطقة التقارب تحت الاستوائي- بين الرقعتين اللتين تمتدّان على مساحة غير محددة بمجال متفاوت للغاية، بالاستناد إلى درجة تركيز البلاستيك المستخدم لتحديد المنطقة المتأثرة. تتصف الدوامة بتراكيز مرتفعة استثنائيًا ونسبيًا من البلاستيك والحمأة الكيميائية الناتجة ولب الأخشاب بالإضافة إلى المخلفات الأخرى المحتجزة بين تيارات الدوامة في شمال المحيط الهادي، في منطقة البحر المفتوح.
على الرغم من أن المفهوم الشائع والعام أن الرقعة عبارة عن جزيرة هائلة من النفايات الطافية، إلا أن كثافتها المنخفضة (4 جزيئات في المتر المكعب) تحول دون القدرة على كشفها بالأقمار الصناعية أو حتى من قبل البحارين العاديين أو الغواصين في هذه المنطقة، هذا لأن الرقعة هي مساحة واسعة التبعثر تتألف بشكل أولي من جزيئات بلاستيك بحجم ظفر إصبع أو أصغر غالبًا تكون مجهرية مبعثرة في عمود الماء العلوي.

### جنوب المحيط الهادئ
القسم مقتطف من دوامة نفايات جنوب المحيط الهادئ
دوامة نفايات جنوب المحيط الهادئ منطقة من المحيط بمستويات عالية من القمامة البحرية والتلوث بالجزيئات البلاستيكية، في منطقة البحر المفتوح. تقع هذه المنطقة في دوامة جنوب المحيط الهادئ تمتد من المياه الواقعة شرق أستراليا إلى قارة أمريكا الجنوبية، ومن أقصى شمال خط الاستواء، حتى الوصول إلى التيار المحيطي للقطب الجنوبي. يؤدي تحلل المواد البلاستيكية في المحيط أيضًا إلى ارتفاع مستوى المواد السامة في المنطقة. أُكّد وجود رقعة القمامة في منتصف عام 2017، وقورنت بحالة دوامة نفايات شمال المحيط الهادئ في عام 2007، ما يجعل الأخيرة أحدث بعشر سنوات. من المستحيل اكتشاف دوامة نفايات جنوب المحيط الهادئ باستخدام الأقمار الصناعية، أو غيرها من الوسائل المرئية؛ لأن معظم الجسيمات أصغر من حبة الأرز.

### المحيط الهندي
القسم مقتطف من بقعة نفايات المحيط الهندي
بقعة نفايات المحيط الهندي هي بقعة من الحطام البحري عالقة في التيار المائي للمحيط الهندي، وهو واحد من التيارات المائية الخمسة الرئيسية في المحيطات، اكتشفت عام 2010. لا تتواجد هذه البقعة كحقل حطام مستمر كما هو حال بقع النفايات الأخرى في المحيطات، بل تتشكل من تجمع للنفايات البلاستيكية التي تتكسر إلى جزيئات صغيرة الحجم، وإلى البوليمرات المكونة لها. يتألف الحطام في هذه البقع كما هو حال البقع الأخرى من النفايات البلاستيكية بشكلٍ رئيسي، وتكون أغلب الجزيئات الموجودة فيها غير مرئ ية للعين المجردة. يُقدر تركيز حطام الجسيمات في البقعة بنحو 10 آلاف جسيم في كل كيلومتر مربع.

### شمال المحيط الأطلسي
القسم مقتطف من بقعة النفايات في شمال المحيط الأطلسي
بقعة النفايات في شمال المحيط الأطلسي هي منطقة من الحطام البحري والنفايات من صنع بشري وجدت عائمة في شمال المحيط الأطلسي، وثقت لأول مرة عام 1972. قُدِّر حجم البقعة بعدة مئات من الكيلومترات، مع كثافة تزيد عن 200 ألف قطعة من الحطام في كل كيلومتر مربع وفق الدراسة البحثية التي أجرتها جمعية التعليم البحري واستمرت 22 عاماً.
يُعتقد أن مصدر الحطام البحري في البقعة من النفايات البشرية التي تنتقل من الأنهار إلى المحيط، وتتكون بشكل أساسي من البلاستيك. تشكل هذه البقعة خطراً كبيراً على الحياة البرية والبشر بسبب استهلاك البلاستيك والتفاعلات الناتجة عنه. لا توجد حتى الآن أي جهود حقيقية للتوعية حول مخاطر هذه البقعة أو العمل على تنظيفها، بخلاف الجهود الكبيرة لتنظيف البقعة الموجودة في بقعة النفايات الكبيرة في المحيط الهادئ.

## القضايا البيئية

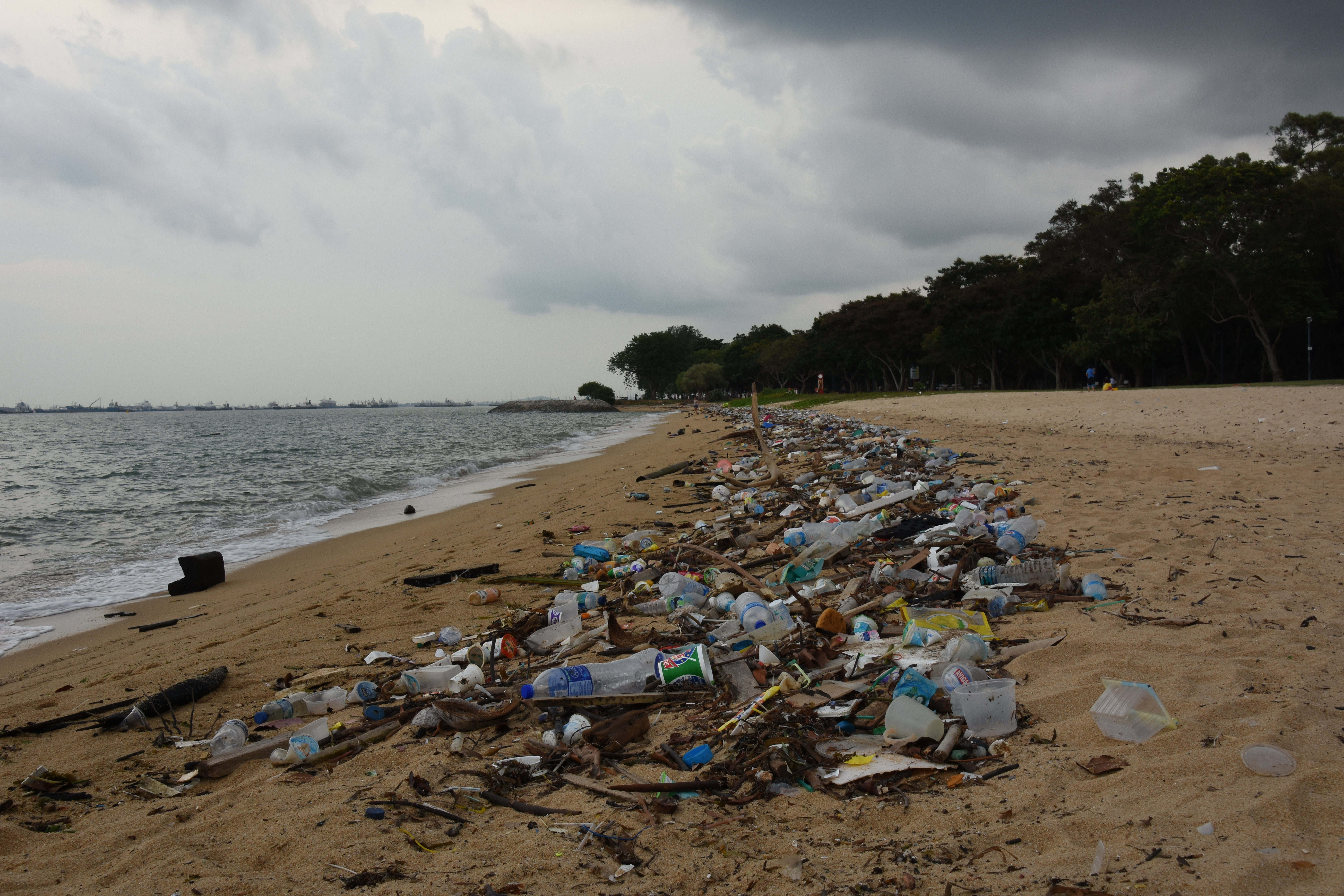
نفايات بلاستيكية جرفتها المياه إلى أحد الشواطئ في سنغافورة

### التحلل الضوئي للبلاستيك
تعتبر بقعة شمال الأطلسي واحدة من عدة مناطق محيطية درس فيها الباحثون آثار وتأثير التحلل الضوئي للبلاستيك في الطبقة السطحية للمياه. على عكس الحطام العضوي الذي يتحلل بيولوجيًا، يتفتت البلاستيك إلى قطع أصغر وأصغر حجمًا مع بقائه بوليمرًا (دون تغيير كيميائي). تستمر هذه العملية حتى المستوى الجزيئي. يتحلل بعض البلاستيك في غضون عام واحد من دخوله المياه، مما يؤدي إلى إطلاق مواد كيميائية سامة محتملة مثل بيسفينول A ومركبات ثنائي الفينيل متعدد الكلور ومشتقات البولي ستايرين.
مع تحلل البلاستيك العائم ضوئيًا إلى قطع أصغر وأصغر، يتركز في عمود الماء العلوي. ومع تحلله، تصبح القطع صغيرة بما يكفي لابتلاعها من قبل الكائنات المائية التي تعيش بالقرب من سطح المحيط. قد يتركز البلاستيك في النيوسنتون (هي كائنات حية تعيش على سطح مسطح مائي)، وبالتالي يدخل السلسلة الغذائية. يعني التفكك أن الكثير من البلاستيك صغير جدًا بحيث لا يمكن رؤيته. علاوة على ذلك، فإن البلاستيك المعرض لأشعة الشمس وفي بيئات الري يولد غازات الدفيئة، مما يؤدي إلى مزيد من التأثير البيئي.

### التأثيرات على الحياة البحرية
قدر مؤتمر الأمم المتحدة للمحيطات لعام 2017 أن المحيطات قد تحتوي على وزن أكبر من البلاستيك من الأسماك بحلول عام 2050. ينتهي المطاف ببعض البلاستيك الدائم في بطون الحيوانات البحرية. يجذب البلاستيك الطيور البحرية والأسماك. عندما تستهلك الحياة البحرية البلاستيك مما يسمح بدخوله إلى السلسلة الغذائية، يمكن أن يؤدي ذلك إلى مشاكل أكبر عندما تُؤكل الأنواع التي استهلكت البلاستيك من قبل الحيوانات المفترسة الأخرى.
يمكن أن تتعثر الحيوانات أيضًا في شباك البلاستيك وحلقاته، مما قد يؤدي إلى الموت. يؤثر تلوث البلاستيك على ما لا يقل عن 700 نوع بحري، بما في ذلك السلاحف البحرية والفقميات والطيور البحرية والأسماك والحيتان والدلافين. شوهدت الحيتانيات داخل الرقعة، مما يشكل مخاطر التشابك والابتلاع للحيوانات التي تستخدم بقعة النفايات الكبرى في المحيط الهادئ كممر هجرة أو موطن أساسي.

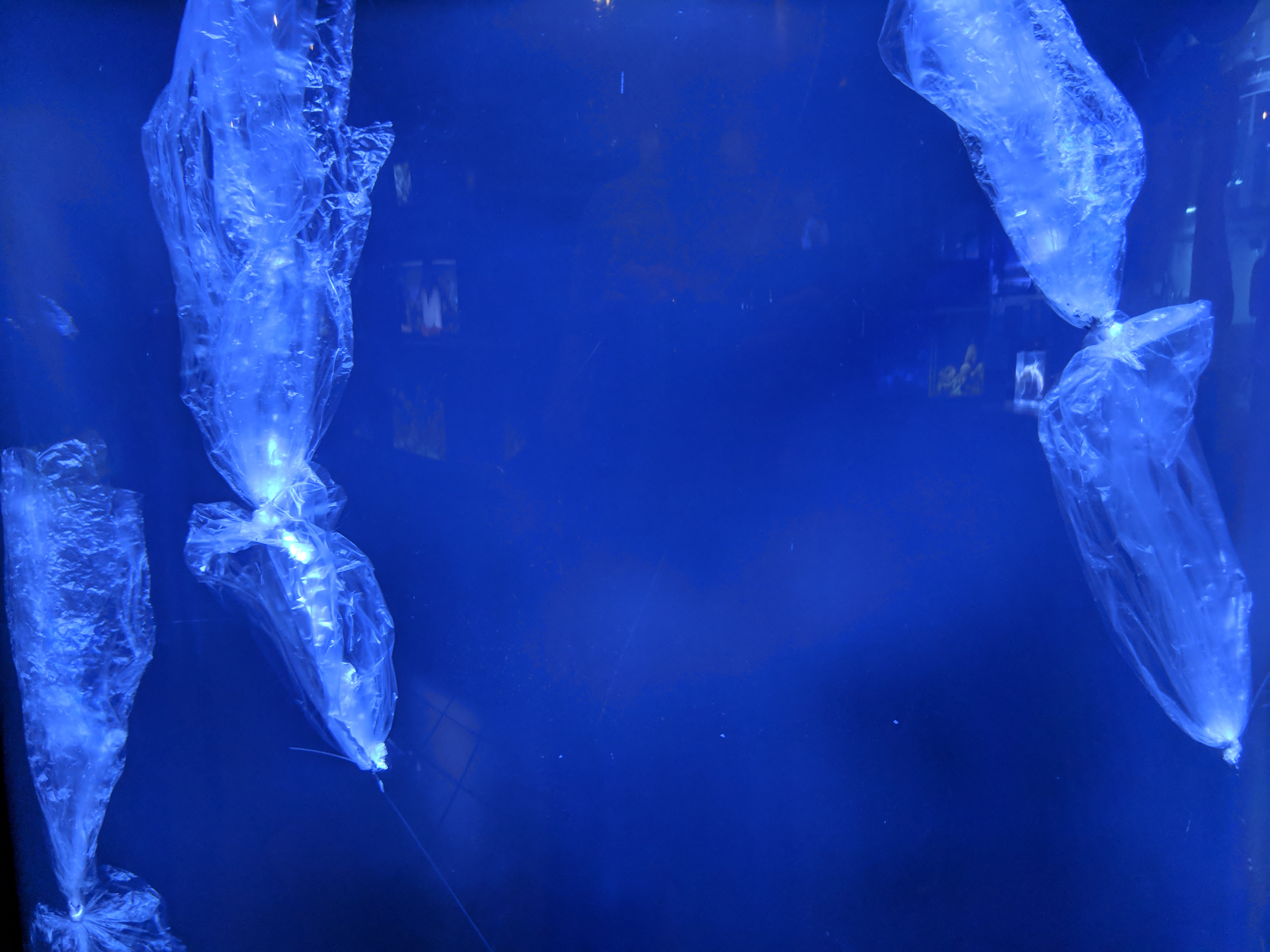
معرض في مختبر موتي البحري يعرض أكياس بلاستيكية في المحيط تشبه قناديل البحر.

#### استهلاك البلاستيك
مع الزيادة في كمية البلاستيك في المحيطات، أصبحت الكائنات الحية الآن في خطر أكبر للإصابة من استهلاك البلاستيك والتشابك فيه. حوالي 23% من الثدييات المائية، و36% من الطيور البحرية قد عانت من مضار وجود البلاستيك في المحيط. بما أن ما يصل إلى 70% من القمامة يقدر بأنها في قاع المحيط، وأن حجم الميكروبلاستيك لا يتجاوز بضعة ملليمترات، فإن الحياة البحرية في كل مستوى تقريبًا من السلسلة الغذائية متأثرة. الحيوانات التي تتغذى من قاع المحيط تخاطر بامتصاص الميكروبلاستيك في أنظمتها أثناء جمع الطعام. الحياة البحرية الأصغر مثل بلح البحر والديدان تخطئ أحيانًا في اعتبار البلاستيك فريستها.
الحيوانات الأكبر حجمًا أيضًا متأثرة باستهلاك البلاستيك لأنها تتغذى على الأسماك، وبالتالي تستهلك بشكل غير مباشر الميكروبلاستيك المحاصر بالفعل داخل فرائسها. وبالمثل، فإن البشر أيضًا عرضة لاستهلاك الميكروبلاستيك. الأشخاص الذين يتناولون المأكولات البحرية يتناولون أيضًا بعض الميكروبلاستيك الذي تناولته الكائنات البحرية. المحار وبلح البحر هما وسيلتان شائعتان لاستهلاك الإنسان للميكروبلاستيك. الحيوانات التي توجد في المنطقة العامة للمياه أيضًا متأثرة بالبلاستيك في المحيط. أظهرت الدراسات أن 36% من أنواع الطيور البحرية تستهلك البلاستيك لأنها تخطئ في اعتبار قطع البلاستيك الأكبر حجمًا طعامًا. يمكن أن يسبب البلاستيك انسداد الأمعاء وكذلك تمزق بطانة المعدة والأمعاء الداخلية للحياة البحرية، مما يؤدي في النهاية إلى الجوع والموت.

#### التشابك
لا تتأثر جميع الكائنات البحرية باستهلاك البلاستيك. بدلاً من ذلك، تجد بعضها أنفسهم متشابكين في قطع أكبر من القمامة تسبب ضرراً مثل البلاستيك الدقيق بالكاد مرئي. يمكن أن تسبب القمامة التي يمكن أن تلتف حول كائن حي في الاختناق أو الغرق. إذا علقت القمامة حول وتر غير حيوي لتدفق الهواء، فقد ينمو الوتر مع تشوه. يصبح وجود البلاستيك في المحيط دوريًا لأن الحياة البحرية التي يقتلها تتحلل في النهاية في المحيط، مما يؤدي إلى إعادة إطلاق البلاستيك في النظام البيئي.

### الرواسب على الكتل الأرضية
أفاد بحث أجري عام 2017 عن "أعلى كثافة للنفايات البلاستيكية في أي مكان في العالم" على جزيرة هندرسون النائية وغير المأهولة في جنوب المحيط الهادئ نتيجة لدوران جنوب المحيط الهادئ. احتوت الشواطئ على ما يقدر بنحو 37.7 مليون قطعة من الحطام يزن إجمالي وزنها 17.6 طن. وفي دراسة مسحية على الشاطئ الشمالي، وصل يوميًا ما بين 17 إلى 268 قطعة جديدة إلى شاطئ يبلغ طوله 10 أمتار.